# Irlbach (Donau)
Der Irlbach ist ein rund 15 km langer Bach im Dungau im niederbayerischen Landkreis Straubing-Bogen, der nach einem ungefähr nordöstlichen Lauf in Irlbach von rechts in einen vom Hauptstrom durch einen Leitdamm abgetrennten Bereich der Donau mündet.

## Geographie

### Verlauf
Der Irlbach entsteht am östlichsten Hof des Dorfes Hölldorf der Gemeinde Oberschneiding auf etwa 376 m ü. NHN wenig vor dem Oberschneidinger Gemeindeholz als Wiesgraben, der nordöstlich auf Niederwalting zuläuft und es dann nördlich durchquert. Kurz vor dem nahen Oberschneiding selbst wird er dann Irlbach genannt, durchquert den Hauptort der Gemeinde in dieser Richtung und kehrt sich dann am Schierlhof vorbei einen Nordostkurs mit häufigen kurzen Richtungswechseln.  Er unterquert die B 20 und durchläuft dann das Dorf Taiding, wo ihm ein erster längerer Zufluss aus dem Süden von rechts zuläuft. Bald nach dem Ortsende betritt er den Siedlungsbereich von Niederschneiding und durchläuft auch ihn.
Ein gutes Stück weiter abwärts nimmt er von rechts den Dorfbach auf, der im Siedlungsbereich des Kirchdorfs Paitzkofen der Gemeinde Straßkirchen  entsteht. Wenig danach durchläuft er dessen Ortsteil Haberkofen. Nördlich davon läuft aus dem Südwesten der längste Nebenfluss Ödbach zu, in dessen Richtung weiterfließend der Irlbach dann Straßkirchen selbst durchzieht, den größten Ort an seinem Lauf. Wenig dahinter wechselt er aufs Gemeindegebiet vor Irlbach, in dem er in das namengebende Pfarrdorf ostwärts einläuft. Vor dem linken Flussdamm der Donau liegt ein Mahlbusen im Rückstaubereich des Schöpfwerks Irlbach, das ehedem bei hohem Wasserstand im Vorfluter unter der Donaustraße und dem Damm hindurch von rechts und auf etwa 312 m ü. NHN das zulaufende Wasser in einen durch einen Längsdamm abgetrennten Teil der Donau hinüberpumpte, in den etwas weiter flussaufwärts schon der Niederastbach einfließt.
Dieser hat zwar selbst bis zum Irlbach nur ein Einzugsgebiet von nur rund 20,0 km², erfährt aber zusätzlich über den Irlbach-Ainbrach-Ableiter/Straßgraben Zulauf aus dem Flusssystem der Ainbrach, weshalb der Irlbach anscheinend als Zufluss des Niederastbachs gilt, der dann gut einen halben Kilometer stromabwärts an der Stelle, wo der Längsdamm im Flusslauf fast schon am rechten Ufer endet, durch die offengelassene kleine Lücke in die Fließzone der Donau selbst austritt.
Heute dagegen entwässert der Irlbach nicht mehr in seinem natürlichen Bett ostwärts zur Donau, sondern wird am Laufknick wenig westlich von Irlbach, wo ein Doppelschütz steht, über den sogenannten Irlbach-Ableiter in einem nach Nordwesten ausholenden Bogen um das Dorf herum und zum Siel des Niederastbachs geleitet; das Pumpwerk muss nur das kleine Einzugsgebiet ab dem Ableitungsschütz entwässern. Bei Hochwasser in der Donau wird das Niederastbach-Siel heute geschlossen, die Niederung westlich des durch einen Ringdeich geschützten Dorfes wird dann nach und nach durch den Rückstau überflutet.

## Einzugsgebiet
Der Irlbach entwässert 57,3 km² eines etwa zum Ostrand des Dorfes Irlbach spitz auslaufenden Geländedreiecks, das dort kurz noch ostwärts bis zur Donau abknickt. Von der Mündung aufwärts liegt jenseits der rechten Wasserscheide ein Gebiet an, aus dem kein Gewässer offen bis zur Donau durchläuft. Die südliche durch das Oberschneidinger Gemeindeholz und die Riedlinger Hölzer läuft über die beiden größten Erhebungen darin mit einmal 421 m ü. NHN und einmal 422 m ü. NHN an Höhe und trennt vom Einzugsgebiet des Reißinger Bachs, der zur unteren Isar entwässert. An der linken Wasserscheide von der Südwestspitze des Einzugsgebietes an konkurrieren dann jeweils nur auf kurzem Abschnitt die Aiterach und dann der Ainbrach-Oberlauf Schambach, beide laufen in Richtung der aufwärtigen Donau, danach liegt links unmittelbares Einzugsgebiet des Niederastgrabens an, der den Hauptteil des Irlbachwassers abführt.